# 蒙裁成
蒙裁成（1859年—1928年），号公甫，四川盐亭县北金鼎场人，光绪年间举人，曾任绵竹县教谕，成都府学教授，绅班法政学堂监学。1911年，他与张澜、罗纶发起了是为“辛亥革命先声”的四川保路运动。四川独立后，他赴任巴安知府，安抚藏民，稳定边关。蒙公甫办事民主，大公无私，被尊称为“公甫先生”。

## 早年
父蒙显先。自幼好学，为县禀生。光绪初年中举，任绵竹县教谕，后升为成都府学教授。后废科举，兴学校，蒙裁成调任绅班法政学堂监学。学生不习惯体操课，蒙氏亲自表率，同学生一道下操，受到学生爱戴和社会赞赏。蒙裁成好读书，自经史百家至于释典，都浏览摘录，著有《人铎》一卷，生平以“仁敬”二字为宗旨。 
1910年8月，四川咨议局办机关报《蜀报》，以“监督行政，促进立宪”为宗旨，宣传“预传立宪”与“地方自治”。蒙裁成是出资人之一。出资人除部分谘议局议员外，尚有教农神商各界人物，其中知名之士有刘紫骥、曾培、徐炯、龚道耕、孔庆余、刘彝铭、陆慎言、沈宗元、张森楷、李承烈、王铭新、吴虞、杨光瓒、陈崇基、林思进、卢廷栋等。蒲殿俊、萧湘、邓孝可、杨仕钦、叶治钧、黄言昌、沈宗元、白坚、程莹度、廖平、吴芝英、吴虞、谢无量等在《蜀报》发表文章。蜀报还刊载了戊戌六君子之一的刘光第的遗著。纪事栏揭发当时官吏的贪污腐败现象。至1911年7月《蜀报》停刊，共出版发行12期。
1911年4月26日，四川护理总督兼布政使王人文上奏民政部：川汉铁路公司“代理股东蒙裁成等曾嘱本局将公司一切事宜公布各厅州县，以祛股东疑虑，而坚公司信用，并藉以收众思广益之效”。遂开办《川路月报》，登载关于川路紧要事件及其他路政交通事件，包括工程之状况、款项之存放、材料之价格、股票之旺衰等事宜，“使公司事务巨细毕露，纤毫无翳”。

## 保路运动
1911年5月9日，清帝下了一道“铁路干路均归国有，定为政策”的上谕。同时，由度支部、邮传部同英、法、德、美四国银行签订了借外债的合同。清政府宣布决把川汉铁路收归官办后，蒙裁成与省咨议局议长、议员蒲殿俊、罗纶、张澜、胡嵘、彭兰村等反对最为激烈。蒙裁成对群众宣传讲演时常声泪俱下，使听众深受感动。
8月2日 ，赵尔丰抵达成都，出任四川总督。9月7日，赵尔丰诱捕蒲殿俊、罗纶、颜楷、张澜、彭兰菜和邓孝可、江三嗓、叶茂林、王铭新等九人，蒲殿俊等被捕之后，蒙裁成曾自请赵尔丰逮捕，愿与蒲等同死，因蒙裁成为朝廷命官，被单独关押于巡警道署；四川高等学堂毕业生阎一士也请赵逮捕自己，释放蒲、罗；赵尔丰亦逮捕了胡嵘。蒲、罗、邓等人被捕的消息传出以后，成都全城震动。数万群众涌向总督衙门示威，赵尔丰命令开枪。当场打死三十二人，伤者无数。城外闻讯赶来声援的居民和农民，也被屠杀数十人。“成都血案”发生后，整个四川都沸腾起来。暴发了以同盟会会员为主导的，席卷了全省的全民性武装大起义。 
不久武昌起义消息传来，赵尔丰遂先将张澜、胡嵘、彭兰荣、蒙裁成等人于10月5日释放，表示态度转变；继在兵备处总办吴仲熔和卸任泉司周善培、督署参议陈子立等人的劝说下，于11月15日将最后在押的蒲殿俊、罗纶、颜楷、邓孝可等一律释放。11月27日，成都宣布独立，成立大汉四川军政府。

## 赴任巴安
1911年12月9日，尹昌衡改组四川军政府任都督，任蒙裁成为巴安知府。巴塘多藏族，赵尔丰驻巴塘时，对藏人肆意屠杀，巴塘人民称他“赵屠夫”。赵尔丰调任四川总督后，因同志军围攻成都，把驻藏边防军大量调成都解围。蒙裁成到了巴塘，首先协调汉藏人民关系，严戒边防军不得对藏人妄生事端、危害藏民，如违者重处。在任两年，藏汉人民都能安居乐业。1913年撤销府的建制，调蒙裁成回成都任成都府中学校长。 

## 興辦教育
1913年，蒙裁成调任成都府中学校长。1921年秋，又到省立重庆第二女子师范任校长。蒙裁成所用教师中有肖楚女、张闻天、恽代英、邓少琴、李晓舫、唐铁风、袁云生、蒙文通、卢作孚等。蒙氏教导学生说:“读书不仅为培养职业技能，还要使自己成为时代所需要的人才。”亦总以身作则，鼓励学生参加社會活動，如禁用日货，川东学生要求教育经费独立，抗议英国侵占片马，拥护孙中山召开国民会议等。学生中有廖竹君（廖苏华）、李伯钊（李承宣）、雷兴政、郎明清、童幼芝、缪云淑、陈志筠、程德馨（程仲苍）、汪鸣鸾、尤素华（尤曦）、丁秀君等。
1926年夏，蒙裁成辞职回盐亭老家。次年盐亭创办女中，又出任校长。1928年4月，因病卒于盐亭女中。